# Enzo Zidane
Enzo Alan Zidane Fernández (* 24. března 1995 Bordeaux) je bývalý francouzsko-španělský fotbalista a nejstarší ze čtyř synů bývalého fotbalisty Zinédina Zidana. Hrál na pozici ofenzivního záložníka.
Své jméno získal podle fotbalisty uruguayského fotbalisty a reprezentanta Enza Francescoliho. V roce 2006 získal španělské občanství.
Enzo je na oficiálních stránkách Realu Madrid evidován pod dívčím příjmením své matky kvůli nerušenému fotbalovému vývoji.

## Klubová kariéra
- Juventus FC (mládež)[1]
- Liceo Francés (mládež)
- San José (mládež)
- Real Madrid (mládež)
- Real Madrid C 2014–2015
- Real Madrid B 2014–2017
- Real Madrid 2016–2017
- Deportivo Alavés 2017–

Před sezónou 2011/12 si zatrénoval s A-týmem Realu Madrid.[zdroj?] V A-týmu Realu Madrid debutoval 30. listopadu 2016 ve svých jedenadvaceti letech v odvetném utkání španělského poháru proti mužstvu Cultural y Deportiva Leonesa. Do zápasu jej nasadil jeho otec Zinédine v roli hlavního kouče královského klubu. Enzo přispěl jedním gólem k vysoké výhře 6:1.

V červenci 2017 opustil Real Madrid a přestoupil do jiného španělského klubu Deportivo Alavés.
Aktivní kariéru ukončil dne 24. září 2024.

## Reprezentační kariéra

### Francie
V roce 2014 odehrál 2 zápasy za francouzskou mládežnickou reprezentaci U19.